# 加治木郵便局
加治木郵便局（かじきゆうびんきょく）は、鹿児島県姶良市にある郵便局。民営化前の分類では集配普通郵便局であった。

## 沿革
- 1872年8月4日（明治5年7月1日） - 加治木郵便取扱所として開設[1]。
- 1875年（明治8年）1月1日 - 加治木郵便局（五等）となる。
- 1880年（明治13年）5月10日 - 為替取扱を開始。
- 1882年（明治15年） - 貯金取扱を開始。
- 1891年（明治24年）3月21日 - 加治木郵便電信局となる。
- 1903年（明治36年）4月1日 - 通信官署官制の施行に伴い加治木郵便局となる。
- 1949年（昭和24年）3月1日 - 特定郵便局から普通郵便局に局種別改定[2]。
- 1956年（昭和31年）10月11日 - 電話通話および和文電報受付事務の取扱を開始[3]。
- 1972年（昭和47年）12月 - 局舎新築落成。
- 1999年（平成11年） - 外国通貨の両替および旅行小切手の売買に関する業務取扱を開始。
- 2007年（平成19年）10月1日 - 民営化に伴い、併設された郵便事業加治木支店に一部業務を移管。
- 2012年（平成24年）10月1日 - 日本郵便株式会社発足に伴い、郵便事業加治木支店を加治木郵便局に統合。
- 2017年（平成29年）10月23日 - 姶良郵便局から集配業務を移管。

## 取扱内容
- 郵便、印紙、ゆうパック、内容証明
- 貯金、為替、振替、振込、国際送金、国債、投資信託
- 生命保険、バイク自賠責保険、自動車保険
- ゆうちょ銀行ATM
- 姶良市内の一部地域（加治木地域、帖佐地域）の集配業務
- ゆうゆう窓口

## 周辺
- 姶良市役所 加治木総合支所
- タイヨー加治木店
- 山形屋ストア加治木店
- 国道10号

## アクセス
- JR日豊本線 加治木駅から徒歩約9分
- 九州自動車道、隼人道路 加治木ICから南西に約1.5km
- 駐車場あり：18台